# راس فیتزسیمونز
راس فیتزسیمونز (انگلیسی: Ross Fitzsimons؛ زادهٔ ۲۸ مهٔ ۱۹۹۴) بازیکن فوتبال اهل بریتانیا است.
از باشگاه‌هایی که در آن بازی کرده‌است می‌توان به باشگاه فوتبال کریستال پالاس اشاره کرد.